# Олфретон Таун
«Олфретон Таун» (англ. Alfreton Town Football Club) — английский футбольный клуб, базирующийся в Олфретоне, графство Дербишир, Восточный Мидленд. Основан в 1959 году.
В настоящее время выступает в Северной Национальной лиге, шестом по значимости дивизионе в системе футбольных лиг Англии.

## История

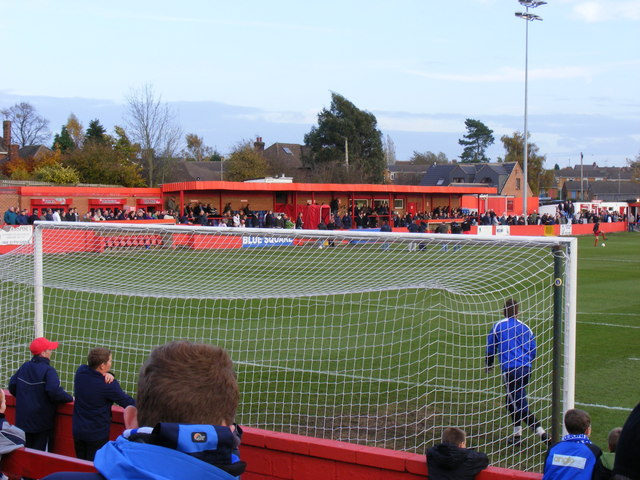

Клуб был образован после слияния клубов «Олфретон Майнерс Веллфер» и «Олфретон Юнайтед» в 1959 году. Клуб был принят в Центральный Союз Первого Дивизиона Севера и через два сезона вышел в Лигу центральных графств. В 1970, после того как на протяжении нескольких сезонов команда занимала высокие места, клуб занял первое место в лиге. После объединения в 1982 году Центральной лиги и Йоркширской лиги, они выиграли Восточную Лигу Северных Графств в 1985 году, чемпионский дивизион в 1987 и вошли в Северную премьер-лигу в 1988 году. В 1991 году команда завершила сезон на последнем месте, но осталась в лиге из-за того, что некоторые клубы её покинули. Вскоре они всё-таки были понижены в классе и после продолжительного спада в 1999 году клуб оказался в Восточная лига северных графств. В 2003 году клуб выиграл Первый дивизион и Кубок Дербишира, благодаря чему попал в Северную Конференцию. В мае 2005 Гари Миллс становится главным тренером клуба, а Деррон Джи его помощником. В январе 2007 Гари Миллс и Деррон Джи возвращаются в свой прежний клуб «Тамуэрт», а Маркус Эбдон становится главным тренером «Олфретона». В конце сезона 2006/07 Маркус Эбдон покидает клуб, у руля которого встаёт Никки Лоу, пришедший из «Бакстона».

## Достижения
- Северная Конференция
  - Победитель: 2010/11
- Северная Премьер-лига, Первый дивизион
  - Победитель: 2002/03
- Восточная лига Северных графств, Премьер дивизион
  - Победитель: 1986/87, 2001/02
- Кубок Восточной лиги Северных графств
  - Победитель: 1984/85, 2001/02
- Лига Мидленда
  - Победитель: 1969/70, 1973/74, 1976/77
- Кубок лиги Миденда
  - Победитель: 1971/72, 1972/73, 1973/74
- Кубок Дербишира
  - Победитель: 1960/61, 1969/70, 1972/73, 1973/74, 1981/82, 1994/95, 2001/02, 2002/03

## Рекорды
- Высшая позиция в лиге: 11 в Футбольной Конференции, 2013/14
- Лучшее выступление в  Кубке Англии: Второй раунд, 2008/09, 2012/13[2]
- Лучшее выступление в ФА Трофи: Четвертый раунд, 2002/03 (Переигровка), 2004/05[2]
- Лучшее выступление в ФА Ваза: Пятый раунд, 1999/2000[2]
- Наибольшая посещаемость: 5023 против Матлок Таун, Центральный Альянс, 1960[1]
- Самая крупная победа: 15:0 против Лафборо Юнайтед, Лига Мидланда, 1969/70[1]
- Самое крупное поражение: 9:1 против Солихалл Боро, ФА Трофи, 1997; 8–0 против Бридлингтон Таун, 1991[1]
- Больше всего матчей за клуб: Дж. Харрисон (>560)[1]
- Лучший бомбардир: Дж. Харрисон (303)[1]
- Рекордный трансфер: £150 000 от «Суиндон Таун» за Адена Флинта, январь 2011[3]